# Бальдаччи, Джон
Джон Элайя Бальдаччи (англ. John Elias Baldacci; род. 30 января 1955, Бангор, Мэн) — американский политик, представляющий Демократическую партию. 73-й губернатор штата Мэн с 2003 по 2011 год.

## Биография

### Ранние годы
Джон Бальдаччи родился в Бангоре, штат Мэн. Он вырос с семью братьями и сестрами в ливанско-итальянской семье. Будучи ребёнком, Бальдаччи работал в семейном ресторане «Мама Бальдаччи» в Бангоре. В 1973 он окончил среднюю школу, а в 1986 году получил степень бакалавра истории в университете Мэна.

### Политическая карьера
Бальдаччи был впервые избран на государственную должность в 1978 году в возрасте 23 лет, когда он стал членом городского совета Бангора. В 1982 году он выиграл выборы в Сенат штата Мэн. Бальдаччи был сенатором штата в течение 12 лет.
В 1994 году, после выхода на пенсию его двоюродного брата, сенатора США Джорджа Митчелла, Бальдаччи победил на выборах в Палату представителей США, заменив Олимпию Сноу, которая перешла на освободившееся место Митчелла в Сенате США. Бальдаччи был переизбран в Конгресс в 1996, 1998 и 2000 годах. Он был членом комитета по сельскому хозяйству и комитета по транспорту и инфраструктуре.
В 2002 году Бальдаччи был избран губернатором штата Мэн. На выборах он победил, набрав 47 % голосов, его соперники, республиканский кандидат Питер Кьянчетте и независимый Джонатан Картер, получили 41 % и 9 % голосов соответственно. Бальдаччи был приведён к присяге в качестве губернатора штата Мэн 8 января 2003 года. В 2006 году Бальдаччи повторно победил на выборах, набрав 38,11 % голосов и обойдя четверых соперников: Чандлера Вудкока (30,21 %), Барбару Меррилл (21,55 %), Патрицию Ла Марш (9,56 %) и Филлипа Морриса Напьера (0,56 %). Срок полномочий Бальдаччи закончился в январе 2011 года, и его заменил республиканец Пол Ле Паж.
6 мая 2009 года Бальдаччи подписал закон о легализации однополых браков в штате Мэн.

### Личная жизнь
Джон Бальдаччи женат на Карен Бальдаччи, у них есть сын Джон. Бальдаччи увлекается радиолюбительской связью, его позывной сигнал — KB1NXP.